# Patrick Nederkoorn
Patrick Nederkoorn (Amersfoort, 27 augustus 1983) is een Nederlands cabaretier en theatermaker.

## Loopbaan
Nederkoorn, opgegroeid in Amersfoort, studeerde politicologie in Amsterdam en theologie in Tilburg. Na deze studies ging hij naar de Koningstheateracademie in ‘s-Hertogenbosch. In de raadsperiode 2010-2014 was hij actief als raadslid voor D66 in de gemeente Amersfoort. Hij is columnist voor de radioprogramma's Met het oog op morgen en Spijkers met koppen. Voor zijn theaterprogramma's werd hij genomineerd voor de Neerlands Hoop cabaretprijs en in 2019 won hij samen met Jan Beuving en Tom Dicke de Annie M.G. Schmidtprijs. Sinds de zomer van 2019 treedt hij ook regelmatig op in Duitsland.

## Theatervoorstellingen
In zijn theatervoorstellingen vertelt hij persoonlijke verhalen en gaat hij in op de actualiteit.
- Code Rood. (2014-2016). Eerste soloprogramma.
- Het komt nu wel heel dichtbij. (2016-2017). Zijn tweede soloprogramma. Nominatie Neerlands Hoop (cabaretprijs) 2017.[8][9]
- Leuker kunnen we het niet maken. (2018). Een programma met als thema de belastingdienst, samen met Jan Beuving en Tom Dicke. Het lied 'Die Geur' uit deze voorstelling won de Annie M.G. Schmidtprijs.
- Ik betreur de ophef. (2018-2019). Soloprogramma gebaseerd op zijn periode als gemeenteraadslid.
- Die Orangene Gefahr: die Holländer kommen. (2019-heden). Een Duitstalige voorstelling over klimaatverandering en migratie.[10]
- De andere oudejaars. (2020). Met Jan Beuving. Nominatie Poelifinario.[11][12][13]
- Hoogtij. (2022-2023). Soloprogramma.[14]

Verder speelde Nederkoorn samen met Oscar Kocken meer dan 600 keer de voorstelling Zomaargasten op festivals in Nederland en Zuid-Afrika. Van de voorstelling werd voor de NTR een televisieprogramma gemaakt met de titel Zomaar een Gast. Ook treedt hij onder andere op als presentator en zanger. In 2018 nam hij 2 afleveringen deel aan De Slimste Mens.
- International Standard Name Identifier: 0000 0003 6982 1491
- Library of Congress Control Number: n2012027009
- Nederlandse Thesaurus van Auteursnamen: 338823123
- Virtual International Authority File: 244785524
- WorldCat: E39PBJjXg3XwwbrrbXC7cyg7pP